# Der feine Unterschied
Der feine Unterschied: Wie man heute Spitzenfußballer wird ist ein Sachbuch des ehemaligen deutschen Fußballnationalspielers Philipp Lahm aus dem Jahr 2011.

## Hintergrund und Inhalt
Das Buch entstand mit Hilfe des Journalisten und Autors Christian Seiler. Nach einem Vorabdruck einiger Passagen in der Zeitung Bild erschien es Ende August 2011 im Verlag Antje Kunstmann.
Lahm blickt in dem Buch auf seine Zeit als Profifußballspieler beim FC Bayern München und in der deutschen Fußballnationalmannschaft zurück und geht dabei auch kritisch auf die Rolle seiner Trainer Jürgen Klinsmann, Rudi Völler, Felix Magath und Louis van Gaal ein. Dabei kritisiert er diese und ihre Trainingsmethoden. Bundestrainer Joachim Löw wurde von ihm hingegen gelobt.

## Kommerzieller Erfolg
Das Buch startete mit einer Erstauflage von 100.000 Exemplaren.
Das Buch erreichte Platz 1 der Spiegel-Bestsellerliste Sachbuch.

## Kritik
Einige der kritisierten Trainer wie Felix Magath und Rudi Völler, aber auch unbeteiligte Dritte wie Mario Basler, Ottmar Hitzfeld, Joachim Löw oder Thomas Helmer wehrten sich öffentlich gegen die Vorwürfe bzw. kritisierten das Buch grundsätzlich. Dabei war einer der geäußerten Vorwürfe, dass Lahm als noch Aktiver Mannschaftsinterna verraten und damit das Vertrauensverhältnis zu den Mannschaftskameraden gestört habe.

## Ausgaben
- Philipp Lahm, Christian Seiler: Der feine Unterschied: Wie man heute Spitzenfußballer wird. Verlag Antje Kunstmann, 2011, ISBN 3-88897-729-0.
- Philipp Lahm: Der feine Unterschied: Wie man heute Spitzenfußballer wird. Verlagsgruppe Droemer Knaur GmbH & Co. KG, 2014, ISBN 3-42678-610-9.[5]